# WG-Plein 1-78
WG-Plein 1-78 te Amsterdam is een gebouw aan het WG-Plein in Amsterdam-West.
Het WG-Plein werd aangelegd op de terreinen van het Wilhelminagasthuis. Voor dat ziekenhuis werd al in 1904 een oogheelkundige kliniek aanbesteed. De kliniek, waar toen al een jaar over gesproken werd, zou ook een zusterhuis herbergen.  Al het jaar daarop werd geopend.
Bij de ombouw van dat ziekenhuis naar een academisch ziekenhuis in de jaren dertig was een nieuw oogheelkundige kliniek nodig; het oude zou omgebouwd worden tot een kliniek voor KNO.  Het besluittraject verliep traag, ook in februari 1933 was er nog sprake van een voorstel tot bouw. Het was crisistijd en de gemeente Amsterdam verzocht de regering om steun in het bestrijden van de werkloosheid; en schoof de bouw daaronder. Dat leidde er toen dat er ook in december 1935 nog geen oogheelkundige kliniek was gebouwd. Uiteindelijk werd het op 23 maart 1936 aanbesteed, samen met de dubbele chirurgische kliniek aan de overzijde. De bouw begon in mei 1936. De bouw werd verricht onder controle van het Werkfonds. In mei 1938 kon dan een aanbesteding verricht worden voor de inrichting. In november kwam burgemeester Willem de Vlugt deze kliniek ontworpen door Allard Remco Hulshoff van de Dienst der Publieke Werken en Abel Antoon Kok openen. Het was een van de modernste oogklinieken. In mei 1939 kwam kunstschilder Matthieu Wiegman de wandschildering Vreugde van het licht  aanbrengen waarop een boom in het zonlicht het tableau in tweeën snijdt. Links daarvan een vrouw met kind op de arm; rechts een man met opengeslagen boek en jongen.
In september 1982 verhuisde de oogheelkundige kliniek van Paviljoen 19 naar het Academisch Medisch Centrum. Vrijwel direct daarna werd de (gedeeltelijk) kliniek gekraakt.
Daarna werd het gebouw herontwikkeld tot bedrijvencentrum (ateliers etc.). Het werd 14 april 2009 tot gemeentelijk monument verklaard. Het gebouw wordt geflankeerd door twee beelden van Hildo Krop: De nacht en De dag. In de erkers een beide zijden van de voorgevel zijn nog kleine beeldjes (deels beschadigd), ook van Krop, verwerkt.

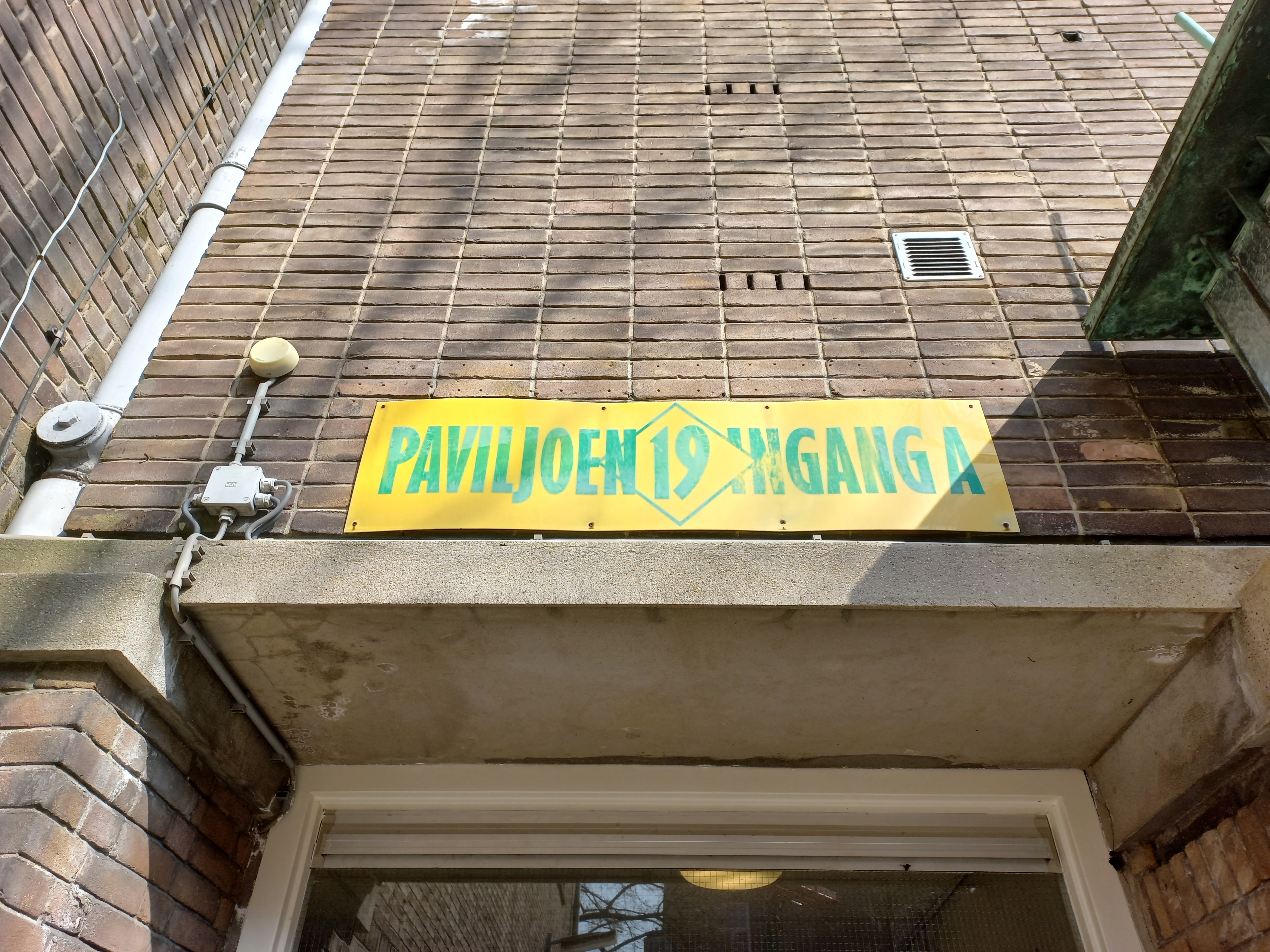
Paviljoen 19 (maart 2022)

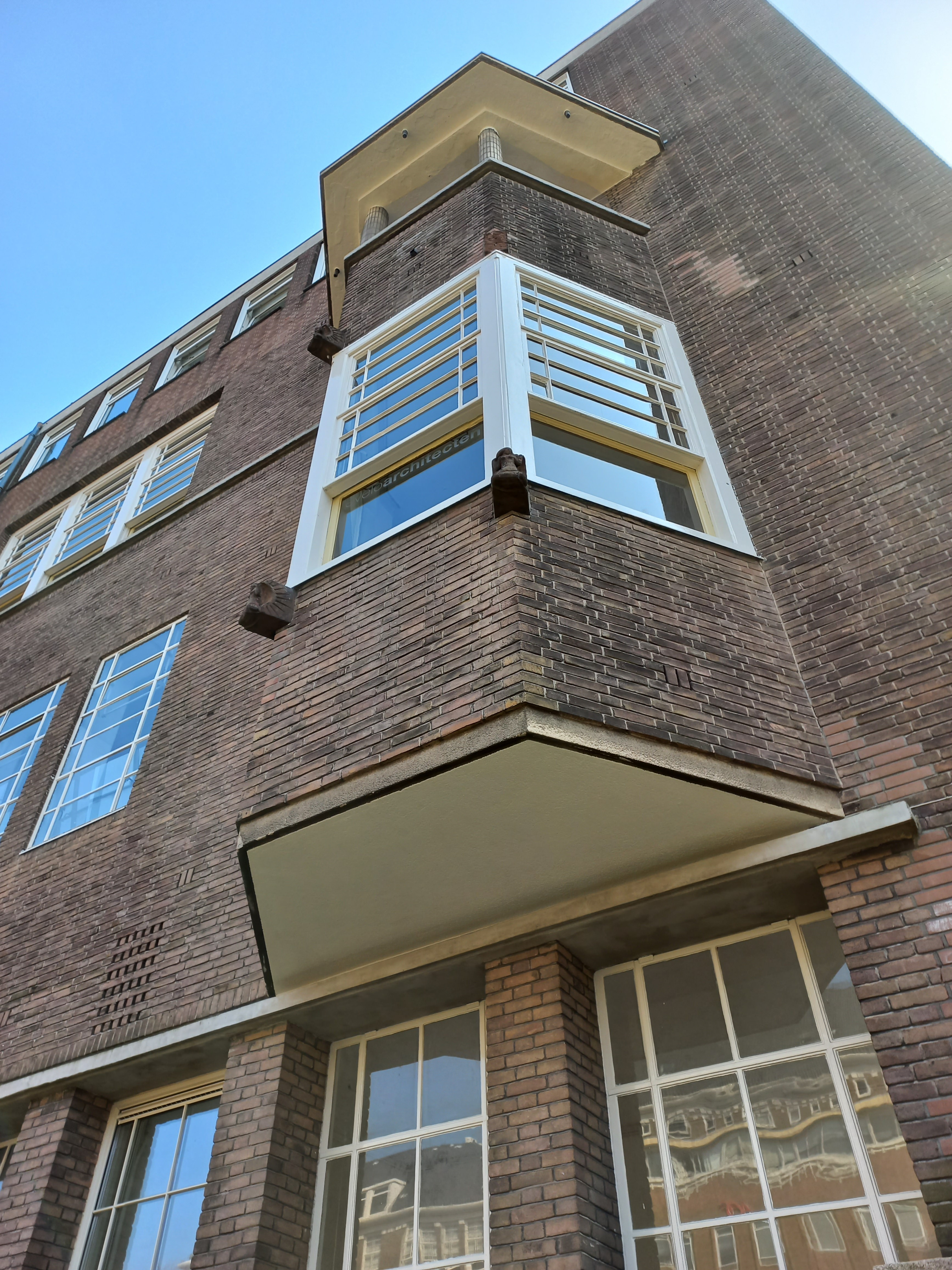
Beeldjes als sluitstenen (maart 2022)